# Tour des Flandres 1941
Le Tour des Flandres 1941 est la 25e édition du Tour des Flandres. La course a lieu le 4 mai 1941, avec un départ à Gand  et une arrivée à Wetteren sur un parcours de 198 kilomètres.
Le vainqueur final, pour la deuxième année consécutive, est le coureur belge Achiel Buysse, qui s’impose au sprint devant ses six compagnons d’échappée à Wetteren. Les Belges Gustaaf Van Overloop et Odiel Vanden Meerschaut complètent le podium.

## Monts escaladés
- Quaremont (Nouveau Quaremont)
- Kruisberg
- Edelareberg

## Classement final
|    | Coureur                 | Pays     | Équipe             | Temps           |
| -- | ----------------------- | -------- | ------------------ | --------------- |
| 1  | Achiel Buysse           | Belgique | Dilecta-Wolber     | 5 h 38 min 00 s |
| 2  | Gustaaf Van Overloop    | Belgique |                    | m. t.           |
| 3  | Odiel Vanden Meerschaut | Belgique |                    | m. t.           |
| 4  | Maurice Clautier        | Belgique | Alcyon-Dunlop      | m. t.           |
| 5  | Albert Beirnaert        | Belgique |                    | m. t.           |
| 6  | Eugène Kiewit           | Belgique |                    | m. t.           |
| 7  | Jules Lowie             | Belgique | Mercier-Hutchinson | m. t.           |
| 8  | Martin Van Den Broeck   | Belgique |                    | + 1 min 45 s    |
| 9  | Joseph Somers           | Belgique | Helyett-Hutchinson | + 3 min 15 s    |
| 10 | Achiel De Backer        | Belgique |                    | + 5 min 00 s    |